# День государственности (Словения)
День государственности Словении (словен. Dan državnosti) отмечается ежегодно 25 июня в память о провозглашении независимости Словении в 1991 году и её выходе из состава Югославии. Несмотря на то, что де-юре декларация независимости Словении была принята только 26 июня, фактический выход страны из состава СФРЮ состоялся днём ранее после принятия необходимых законопроектов. Провозглашение независимости Словении стало поводом к началу Десятидневной войны, которая закончилась победой Словении и признанием её независимости со стороны Югославии.
День независимости в Словении является отдельным праздником, поскольку 26 декабря отмечается похожий по названию и сути праздник — День независимости и единства. Он был приурочен к годовщине референдума о независимости Словении, состоявшегося 26 декабря 1990 года. На референдуме в пользу провозглашения независимости Словении высказались 88,5% всех избирателей или 94,6% голосовавших жителей тогда ещё Социалистической Республики Словении.
В один день со Словенией также празднует свой день государственности и Хорватия, а вот День независимости там отмечается 8 октября.